# Miriam Gebhardt

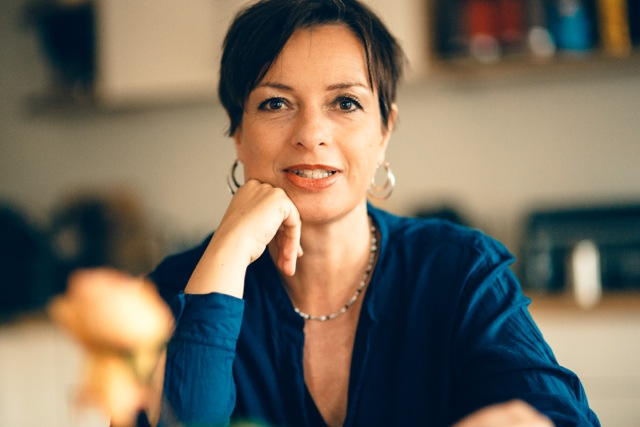
Miriam Gebhardt

Miriam Gebhardt (* 28. Januar 1962 in Freiburg) ist eine deutsche Historikerin, Autorin und Journalistin.

## Leben
Gebhardt wurde 1962 in Freiburg geboren. Nach einer journalistischen Ausbildung arbeitete sie unter anderem für die Süddeutsche Zeitung, Die Zeit und verschiedene Frauenzeitschriften. Von 1988 bis 1993 studierte sie Sozial- und Wirtschaftsgeschichte, Landesgeschichte und Neuere Deutsche Literatur an der Universität München.
1998 promovierte sie in Neuerer Geschichte bei Clemens Wischermann an der Westfälischen Wilhelms-Universität Münster. Ihre Dissertation trägt den Titel „Das Familiengedächtnis: Erinnerungs-Strategien im deutsch-jüdischen Bürgertum 1890–1932“. 2003 wurde Gebhardt wissenschaftliche Mitarbeiterin im Sonderforschungsbereich 485 („Norm und Symbol“) an der Universität Konstanz. Dort habilitierte sie im Juli 2008 mit einer Arbeit über „Die Angst vor dem kindlichen Tyrannen: Eine Geschichte der Erziehung im 20. Jahrhundert“ und erhielt die Venia Legendi für Neuere und Neueste Geschichte.
Gebhardt ist seit Mai 2013 außerplanmäßige Professorin an der Universität Konstanz. Zu den Schwerpunkten ihrer Arbeit zählen die Geschichte der Frauenbewegung, historische Sozialisationsforschung und die moderne deutsch-jüdische Geschichte. Neben ihrer wissenschaftlichen Tätigkeit arbeitet Gebhardt nach wie vor auch als Journalistin und Publizistin, unter anderem für Die Zeit.
Gebhardt lebt in Ebenhausen bei München.

## Schaffen
2002 erschien „Sünde, Seele, Sex: Das Jahrhundert der Psychologie“. Darin stellt sie die These auf, dass das populär-psychologische Denken alle Bereiche der Gesellschaft prägt. Rezensenten hielten die Aussage des Sachbuchs zwar für stichhaltig, urteilten aber auch, die Autorin konzentriere sich nur „auf die Spitze des Eisbergs“.
2009 publizierte Gebhardt das Werk „Die Angst vor dem kindlichen Tyrannen: Eine Geschichte der Erziehung im 20. Jahrhundert“. Sie untersucht darin anhand von historischen Elterntagebüchern die Geschichte der Säuglingspflege und frühkindlichen Erziehung im 20. Jahrhundert. Dabei rekonstruiert sie den Einfluss bekannter historischer Erziehungsratgeber (Johanna Haarer für eine typisch deutsche Entwicklung sowie Benjamin Spock für die moderne liberale Erziehung) und erkennt eine „Orientierungssehnsucht zahlreicher Mütter und Väter“.
Rezensenten urteilten, das Sachbuch tauge als „Mittel der Aufklärung gegen die Expertenhörigkeit“, während Titel und Cover abschreckend seien. Es sei nicht nur für Wissenschaftler lesbar, der Ansatz der Autorin gleichwohl „originell und wichtig“. Die Habilitation in Buchform sei „sehr informativ“ und „gut recherchiert“, lese sich aber auch wie akademische Fachliteratur.
2011 veröffentlichte Gebhardt „Rudolf Steiner: Ein moderner Prophet“. Es beschäftigt sich mit dem Begründer der Anthroposophie und der Waldorfpädagogik. Rezensenten bezeichneten die Biografie als „erfrischend respektlose“, aber auch „klug pointierende“ und „differenziert urteilende“ Darstellung von Rudolf Steiner.
2012 erschien „Alice im Niemandsland: Wie die deutsche Frauenbewegung die Frauen verlor“. Darin attestiert Gebhardt der deutschen Frauenbewegung „Rückständigkeit“, „Theorieferne“ und  „Verknöcherung“. Diese werde wie in keinem anderen Land durch eine einzelne Person bestimmt. Alice Schwarzer sei „ideologisch unbeweglich“ und verbreite wie eine „Matriarchin“ immer dieselben Wahrheiten. Nach Meinung von Rezensenten ziehe die Autorin dabei weder „krawallig gegen Schwarzer ins Feld“, noch verliere sie den Kontext aus den Augen. Einzelne Rezensenten waren nur über das erste Kapitel des Sachbuchs irritiert.
2015 erschien „Als die Soldaten kamen: Die Vergewaltigung deutscher Frauen am Ende des Zweiten Weltkriegs“. Darin werden insbesondere Vergewaltigungen durch westliche Alliierte thematisiert, wodurch das Werk eine kontroverse Debatte auslöste. Gebhardt fordert unter anderem, Vergewaltigungen nach Kriegsende stärker aufzuarbeiten. Rezensenten lobten, Gebhardt habe eine „Stärkung der Empathiekompetenz der Öffentlichkeit“ zum Ziel. In der Fachwelt stieß das Buch jedoch teilweise auf heftige Kritik. So attestierte Klaus-Dietmar Henke dem Buch „methodische Sorglosigkeit“ und „gedankliche[s] Durcheinander“.
In ihrer Studie zur Psychologie der Mitglieder der Weißen Rose („Die Weiße Rose: Wie aus ganz normalen Deutschen Widerstandskämpfer wurden“, 2017) beschreibt sie, wie einerseits ein förderndes Elternhaus in einer demokratischen Zeit als gemeinsame Grundlage der späteren Widerstandskämpfer auszumachen sei; sie findet in deren familiären Umständen jedoch zugleich erhebliche Disharmonie in Form von Verlustängsten und extremer Vaterkonflikte. Die Süddeutsche Zeitung bemängelte in einer Besprechung jedoch die zahlreichen nicht durch Quellen belegten „Spekulationen“ Gebhardts und kommt zu dem Schluss: „Den Anspruch zu zeigen, dass die Widerständler 'ganz normale Deutsche' gewesen seien, den kann sie nicht ganz einlösen.“

## Publikationen
Monografien
- Das Familiengedächtnis. Erinnerung im deutsch-jüdischen Bürgertum, 1890–1932. Steiner, Stuttgart 1999, ISBN 3-515-07560-7.
- Sünde, Seele, Sex. Das Jahrhundert der Psychologie. DVA, Stuttgart 2002, ISBN 3-421-05641-2.
- Die Angst vor dem kindlichen Tyrannen. Eine Geschichte der Erziehung im 20. Jahrhundert. DVA, München 2009, ISBN 978-3-421-04413-6.
- Rudolf Steiner. Ein moderner Prophet. DVA, München 2011, ISBN 978-3-421-04473-0.
- Alice im Niemandsland. Wie die deutsche Frauenbewegung die Frauen verlor. DVA, München 2012, ISBN 978-3-421-04411-2.
- Als die Soldaten kamen. Die Vergewaltigung deutscher Frauen am Ende des Zweiten Weltkriegs. DVA, München 2015, ISBN 978-3-421-04633-8.
- Die Weiße Rose. Wie aus ganz normalen Deutschen Widerstandskämpfer wurden. DVA, München 2017, ISBN 978-3-421-04730-4.
- Wir Kinder der Gewalt. Wie Frauen und Familien bis heute unter den Folgen der Massenvergewaltigungen bei Kriegsende leiden. DVA, München 2019, ISBN 978-3-421-04731-1.
- Unsere Nachkriegseltern. Wie die Erfahrungen unserer Väter und Mütter uns bis heute prägen. DVA, München 2022, ISBN 978-3-421-04818-9.
- Die kurze Stunde der Frauen. Zwischen Aufbruch und Ernüchterung in der Nachkriegszeit. Herder, Freiburg im Breisgau 2024, ISBN 978-3-451-39938-1.

Sammelbände
- mit Clemens Wischermann (Hrsg.): Familiensozialisation seit 1933 – Verhandlungen über Kontinuität. Steiner, Stuttgart 2007, ISBN 978-3-515-08827-5.
- mit Katja Patzel-Mattern, Stefan Zahlmann (Hrsg.): Das integrative Potential von Elitenkulturen. Festschrift für Clemens Wischermann. Steiner, Stuttgart 2013, ISBN 978-3-515-10070-0.